# Hyænehund
Hyænehunden eller den afrikanske vildhund (Lycaon pictus) er et dyr i hundefamilien. Arten er den eneste i slægten Lycaon. Den når en længde på 76-110 cm med en hale på 30-41 cm og vejer 17-30 kg. Dyret lever i store dele af Afrika.